# 사진 (1939년 영화)
사진(Destry Rides Again)은 미국에서 제작된 조지 마샬 감독의 1939년 코미디, 서부 영화이다. 제임스 스튜어트 등이 주연으로 출연하였고 조 패스터넉 등이 제작에 참여하였다.

## 출연

### 주연
- 제임스 스튜어트
- 마를렌 디트리히

### 조연
- 브라이언 돈레비
- 미샤 오어
- 우나 머켈

## 제작진
- 협력프로듀서: 이슬린 오스터
- 미술: 마틴 옵지나
- 미술: 잭 오터슨
- 의상: 베라 웨스트